# Oligosoma homalonotum
Espèce
Synonymes
- Lygosoma homalonotum Boulenger, 1906
- Leiolopisma homalonotum (Boulenger, 1906)
- Leiolopisma gracilicorpus Hardy, 1977
- Oligosoma gracilicorpus (Hardy, 1977)

Statut de conservation UICN

 EN  : En danger
Oligosoma homalonotum est une espèce de sauriens de la famille des Scincidae.

## Répartition
Cette espèce est endémique de l'île de la Grande Barrière en Nouvelle-Zélande.

## Publication originale
- Boulenger, 1906 : Descriptions of two new lizards from New Zealand. Annals and magazine of natural history, sér. 7, vol. 17, p. 369-371 (texte intégral).